# Division 6 i fotboll för damer
Division 6 är Sveriges åttonde högsta division i damfotboll.